# Matucana pujupatii
Matucana pujupatii är en kaktusväxtart som först beskrevs av Donald och A.B. Lau, och fick sitt nu gällande namn av Bregman. Matucana pujupatii ingår i släktet Matucana och familjen kaktusväxter. Inga underarter finns listade i Catalogue of Life.

## Bildgalleri

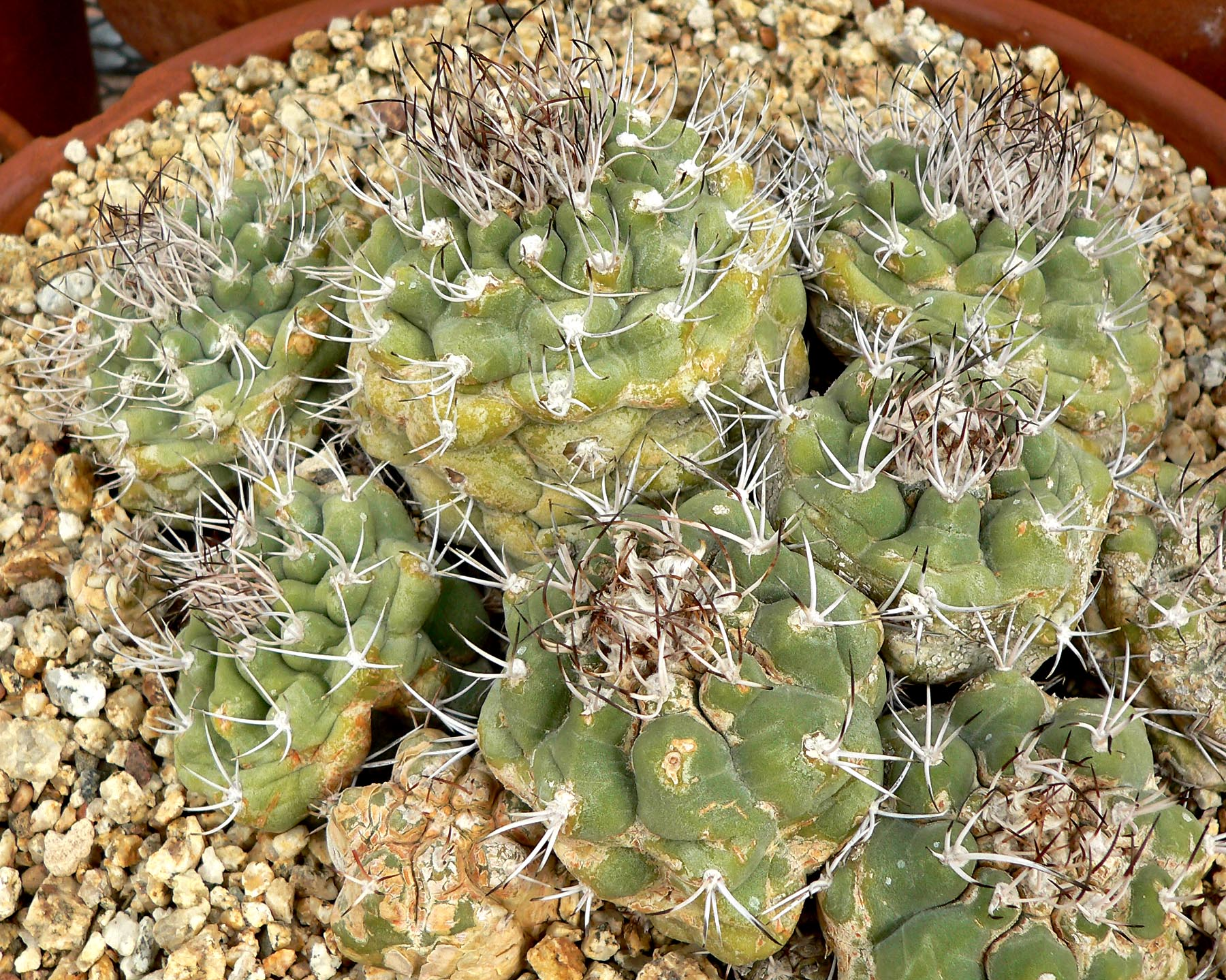
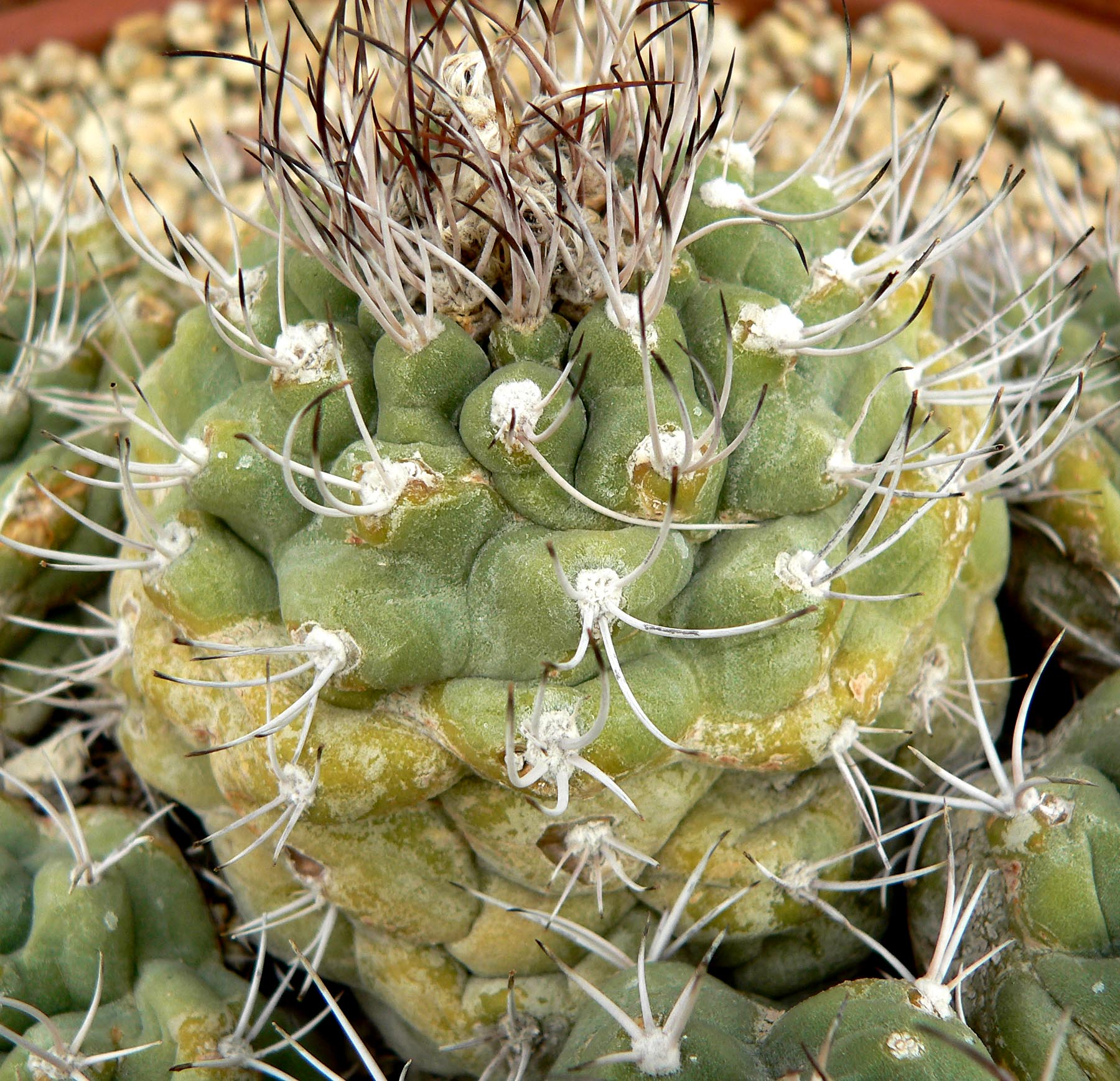